# Carrascal (Zamora)
Carrascal, o Carrascal del Duero, es un barrio de Zamora situado a la orilla sur del río Duero, al oeste de la ciudad.

## Historia
El yacimiento de El Castro, situado a unos 400 metros al sursudoeste del casco urbano de Carrascal, está catalogado como un enclave de cronología prehistórica, cuya adscripción se centra en la I y II Edad del Hierro. Posteriormente, el yacimiento de El Soto corrobora la existencia de poblamiento humano en el entorno de Carrascal en época romana, así como el de La Vega habría acogido poblamiento en época tardorromana y bajomedieval cristiana, y que se identificaría con el despoblado de San Mamed.
En la Edad Media, Carrascal quedó integrado en el Reino de León, época en que habría sido repoblado por sus monarcas en el contexto de las repoblaciones llevadas a cabo al sur del Duero tras la victoria de Ramiro II de León en la batalla de Simancas.
Posteriormente, en la Edad Moderna, Carrascal estuvo integrado en el partido de Sayago de la provincia de Zamora, tal y como reflejaba en 1773 Tomás López en Mapa de la Provincia de Zamora.
Así, al reestructurarse las provincias y crearse las actuales en 1833, la localidad se mantuvo en la provincia zamorana, dentro de la Región Leonesa, integrándose en 1834 en el partido judicial de Zamora.
Por otro lado, hasta 1965 fue un municipio independiente, fecha en la que se integró en el de Zamora.

## Geografía humana

### Demografía
| Gráfica de evolución demográfica de Carrascal entre 1842 y 1960 |
| |
| Población de derecho según los censos de población del INE Población de hecho según los censos de población del INEEntre el censo de 1970 y el anterior, este municipio desaparece porque se integra en el municipio 49275 (Zamora) |

Su población a 1 de enero de 2024 era de 111 habitantes (INE).

### Economía
En la antigüedad la mayoría de la población se dedicaba en exclusiva a tareas de agricultura, ganadería y pesca mediante red con barca y varal en el río Duero, actividad esta última a la que se dedicaba más de una docena de familias surtiendo de peces al mercado de abastos de la capital y de Salamanca.

## Fiestas
Sus fiestas patronales son el 15 de agosto, en honor a Nuestra Señora de la Asunción.

## Gastronomía
El plato típico es el "moje de pescador" o "moje de peces".

## Patrimonio
- Iglesia parroquial de La Asunción. Construida en el siglo XVI, anteriormente estaba bajo la advocación de San Esteban. Es de sencilla construcción de mampuesto, con cabecera plana y pequeña nave. A los pies se alza una moderna espadaña de ladrillo, que rasga tres vanos de medio punto. Al mediodía y en época actual, se le ha añadido un humilde pórtico, mientras que al septentrión se sitúan la sacristía y trastero. En 1548 se acarreaba piedra para su construcción, labor que sigue reflejándose en los años siguientes a cargo de Pedro de Rivera, Antonio de Almeyda y Alonso Crespo en 1557. En esos años se levantaría la capilla mayor por los canteros Francisco Cabezas y Ruidiez de la Puente; este último debió ser el autor de un campanario, no conservado. En esa Segunda mitad del siglo XVI también laboró el cantero Juan de Guareña. En la década de los sesenta aparecen trabajando en esta fábrica los carpinteros Diego Camarón y Juan de Prado y en la siguiente el también carpintero Alonso Camarón. Durante la centuria siguiente, se vuelve a trabajar en la torre por Pedro de Barcia, quien también levanta la sacristía, ayudado por Juan de Bárcena. La capilla mayor y sacristía se vuelven a reedificar en la segunda mitad del siglo XVIII por el maestro de obras Manuel García.[13]

- Palomar de la carretera a Zamora. Es el único ejemplo de los tradicionales palomares de la arquitectura de barro que existen en el término municipal de Zamora. Pertenece a la tipología de planta cuadrada sin patio central, con tres cubiertas escalonadas de teja cerámica árabe, a cuatro aguas, sobre los cuerpos prismáticos que emergen sobre la primera cubierta consecutivamente.[14]

### Yacimientos
- Yacimiento de El Castro. Se localizan en un espigón fluvial formado por la margen izquierda del río Duero y el arroyo del Castro, que si bien se encuentra en su mayoría en tierras de Carrascal, por el sur se desarrolla parcialmente dentro del término municipal de Pereruela. Se trata de un asentamiento castreño, ubicado en altura en el que se han localizado abundantes indicios que consisten básicamente en materiales cerámicos y constructivos, dispersos en un área de 4,2 Has. Se encuentra, muy bien defendido tanto al norte como al sur y oeste, ya que junto a su altitud cuenta con una profunda vaguada excavada por el arroyo del Castro por el sur y suroeste, en su confluencia con el río Duero. Este río a su vez circunda el yacimiento por el norte y noroeste. Hacia el extremo oriental el acceso al castro es más fácil, debido a que el relieve es más llano, desconociéndose la existencia o no de algún tipo de defensa, ya que es en este punto donde se localizan en la actualidad unas canteras de pizarra. Igualmente, la parte que conformaría la plataforma principal del enclave se encuentra ocupada por una zona de cultivo, lo que ha motivado el aterrazamiento de las fincas, pudiendo haber causado deterioros en su estructura.[3]

- Yacimiento de El Soto. Se ubica sobre la vertiente este de una loma que cae con pendiente muy tendida hacia el arroyo del Zape, subsidiario del Duero. Sobre una superficie destinada al cultivo de cereales de secano se documentó una estación arqueológica que presenta materiales adscribibles cronológicamente a momentos prehistóricos indeterminados y a la época romana. El foco de mayor entidad se localiza en la zona más alta y en la pendiente este, reconociéndose varios manchones de tierras cenicientas, en los que abundan los materiales de construcción. Este segundo núcleo (3,70 Has) engloba al anterior prehistórico (2,10 Has). Se corresponde con el área poblacional de un asentamiento de época romana, tanto alto como bajoimperial. Este núcleo de cronología romana se encuentra ubicado en la zona más alta de la loma y en el inicio de su pendiente este, incluyendo en su dispersión parte del núcleo prehistórico. Se documentan en el mismo al menos dos focos dentro de su extensión global. En el primero, hacia el sur, en un terreno en erial, se reconoce la existencia de material constructivo compuesto por tégulas, ímbrices y fragmentos de piedra escuadrada y pizarras, junto a cerámica común romana, tanto de cocción como de almacenamiento. El otro núcleo sito más al norte y de dimensiones más reducidas, aparece sobre tierras de labor recién aradas, que han puesto de manifiesto la existencia de un manchón ceniciento donde se documentan abundantes restos cerámicos. En esta zona parece que la roturación del terreno ha debido levantar los niveles más superficiales, a juzgar por la gran acumulación de material arqueológico. Esta concentración de elementos no se observa en ninguna otra parte del yacimiento. Se trata por tanto de un emplazamiento que ha tenido dos ocupaciones principales, separadas en el tiempo, una inicial prehistórica indeterminada, sobre la que se ubicaría un asentamiento romano.[4]

- Yacimiento de La Vega. Se localiza sobre una terraza del río Duero, en concreto en un amplio meandro de este curso fluvial, por su margen izquierda. El propio río delimita el enclave por su lado norte, mientras que por el sur es la carretera local de Carrascal a Zamora la que sirve de marca. Cabe señalar como la delimitación del enclave resulta sumamente dificultosa a causa de la proliferación de construcciones contemporáneas en sus alrededores, así como por la existencia de una zona en erial al este del yacimiento, siendo la dispersión de restos cerámicos y constructivos los que determinan la superficie del enclave. Se reconoce en este lugar la presencia de materiales arqueológicos en superficie pertenecientes a tres momentos cronológicos diferenciados. Por un lado se han recogido fragmentos cerámicos realizados a mano, cuyas decoraciones y formas hacen pensar en un posible establecimiento de cronología calcolítica. Por otro lado, se constata la presencia de fragmentos de tégulas e ímbrices, acompañadas de escasos restos de TSHt y cerámicas comunes de cocina y almacén que fijan una segunda ocupación del enclave en momentos tardíos del mundo romano. En último lugar, se evidencia la existencia de restos constructivos y cerámicos pertenecientes a piezas facturadas a torno, destacando un galbo con cordón aplicado y decoración impresa, así como un borde exvasado con acanaladuras, que reflejan un enclave adscrito a época bajomedieval. Este último hábitat cabe relacionarlo con el despoblado de San Mamed, del cual aparecen referencias en las fuentes. En la Edad Media, según los datos encontrados, aparece como villa, un tipo de propiedad bastante extendido y que según la documentación manejada parece indicar que nos encontramos ante unos núcleos de población en manos del monarca como Villa Perdices, Villa Mamed o Pensum, villas de repoblación habitadas por repobladores que organizan el lugar en torno a un centro religioso, “... villas como la de San Mamed, Perdices, Pensum, etc. constituyen los bienes del rey y por lo mismo de la monarquía leonesa que ya avanzado el siglo X posee las aceñas sobre el río Duero, viñas, etc.” Linda por levante con términos de Arrabal de San Frontis, por poniente y mediodía con término de Carrascal y por el norte con el río Duero. El territorio se extiende de Levante a Poniente, media legua; de sur a norte un cuarto de legua y de circunferencia dos leguas.[5]